# Otto III van Brandenburg
Otto III van Brandenburg bijgenaamd de Vrome (1215 - Brandenburg an der Havel, 9 oktober 1267) was van 1220 tot 1267 markgraaf van Brandenburg. Van 1220 tot 1259 regeerde hij samen met zijn broer Johan I. Otto III behoorde tot het huis Ascaniërs.

## Levensloop

### Regentschap en voogdij
Otto III was de jongere zoon van markgraaf Albrecht II van Brandenburg en Mathilde van de Lausitz, dochter van markgraaf Koenraad II van Lausitz uit het huis Wettin. Toen zijn vader in 1220 overleed, waren Otto III en zijn twee jaar oudere broer Johan I nog minderjarig en dus nog niet in staat om zelfstandig te regeren. Keizer Frederik II duidde daarop aartsbisschop Albrecht I van Maagdenburg aan tot regent in Brandenburg. De voogdij van de broers ging over naar graaf Hendrik I van Anhalt, een neef van hun vader en een oudere broer van hertog Albrecht I van Saksen. 
In 1221 kocht hun moeder het regentschap van de aartsbisschop van Maagdenburg af door een bedrag van 1900 zilvermarken te betalen, waarna Mathilde samen met Hendrik I van Anhalt het regentschap op zich nam. Albrecht I van Saksen was het daar echter niet mee eens en probeerde de macht te grijpen in Brandenburg, waarmee een breuk veroorzaakte met zijn broer. Door bemiddeling van keizer Frederik II kon oorlog vermeden worden. 
Na de dood van hun moeder in 1225 begonnen Otto III en Johan I Brandenburg gezamenlijk te regeren. Johan I was toen ongeveer twaalf jaar oud, Otto III tien. De broers werden op 11 mei 1231 in Brandenburg an der Havel tot ridder geslagen, wat in het algemeen als het begin van de regeerperiode van de broers wordt gezien.

### Binnenlands beleid
In 1227 overleed graaf Hendrik van Brunswijk-Lüneburg zonder nakomelingen na te laten. Vervolgens steunden Otto III en Johan I diens neef en hun schoonbroer Otto het Kind. Otto het Kind was als enige in staat om met militaire kracht het domein van zijn oom te beschermen tegen de claims van het huis Hohenstaufen en diens vazallen. In 1229 kwamen Johan I en Otto III dan weer in conflict met hun vroegere regent aartsbisschop Albrecht I van Maagdenburg, wat uiteindelijk vredevol beëindigd kon worden. In 1235 waren beide broers aanwezig bij de hofdag in Mainz, waar de landsvrede van Mainz werd uitgeroepen.
Na het conflict tussen Hendrik Raspe en Koenraad IV om het Rooms-Duitse koningschap, erkenden Otto III en Johan I graaf Willem II van Holland als Rooms-Duits koning. Nadat Brandenburg het privilege had gekregen om mee de Rooms-Duitse koning te verkiezen, waren Johan I en Otto III in 1257 de eerste markgraven van Brandenburg die dit deden. Daar stemden ze voor koning Alfons X van Castilië. Hoewel Alfons X uiteindelijk niet verkozen werd  toonde dit aan dat Brandenburg binnen het Heilig Roomse Rijk steeds belangrijker werd. Toen het markgraafschap Brandenburg in 1157 door Albrecht de Beer werd opgericht, was het een klein en onbelangrijk deel binnen het Heilig Roomse Rijk. Vanaf de jaren 1230 veranderde dit en kregen de markgraven van Brandenburg de erfelijke post van keizerlijke kamerheer en het onbetwiste recht om de Rooms-Duitse koning te verkiezen.

### De ontwikkeling en gebiedsuitbreiding van Brandenburg
Otto III en Johan I ontwikkelden het grondgebied van hun markgraafschap. Zo breidden ze marktsteden en kastelen uit en groeiden Spandau, Cölln en Prenzlau uit tot belangrijke steden en handelscentra. Ook breidden de broers Frankfurt an der Oder fors uit, waarna Johan I de plaats in 1253 stadsrechten schonk.
Tussen 1230 en 1245 veroverden de broers een belangrijk deel van Barnim en het zuidelijke deel van Uckermark tot aan de Welserivier. In juni 1236 bemachtigden de broers via het verdrag van Kremmen met hertog Wartislaw III van Pommeren ook de heerschappen Stargard, Beseritz en Wustrow. Om het noordelijke deel van deze gebieden gaven de broers hetzelfde jaar het bevel om het kasteel van Stargard te bouwen. 
Tussen 1239 en 1245 vochten Otto III en Johan I de Teltow-oorlog uit tegen het markgraafschap Meißen. De inzet van deze oorlog was het belangrijke kasteel van Köpenick, dat gevestigd was aan de kruising van de rivieren Spree en Dahme en dat de streek van Barnim en Teltow domineerde. In 1245 slaagden de broers er uiteindelijk in om zowel het kasteel van Köpenick als het fort van Mittenwalde en konden van daaruit Brandenburg verder uitbreiden naar het oosten. In 1249 bemachtigden ze de Lubuszstreek, waarmee Brandenburg tot aan de rivier de Oder reikte.
In 1250 sloten de broers het verdrag van Landin met de hertogen van Pommeren. Via dit verdrag verwierven Johan I en Otto III het noordelijke deel van de Uckermark ten noorden van de Welserivier en de districten Randow en Löcknitz. Deze gebiedsuitbreiding kwam er op voorwaarde dat ze het heerschap Wolgast afstonden. Dit heerschap had Johan I bemachtigd als bruidsschat van koning Waldemar II van Denemarken toen hij met Sophia van Denemarken huwde. 
Vanaf het begin van de 13e eeuw rekruteerde groothertog Leszek I van Polen Duitse kolonisten die zich in Neumark moesten vestigen. Na de dood van Leszek I in 1227 verzwakte de centrale regering van Polen echter, wat het markgraafschap Brandenburg de kans gaf om zich in oostelijke richting uit te breiden. Zo bemachtigde Brandenburg gebieden ten oosten van de Oder. Daarna reikte Brandenburg op oostelijk vlak tot aan de rivier Drawa en op noordelijk vlak tot aan de rivier Persante. 
In 1257 stichtte Johan I de stad Landsberg vlak bij de stad Santok. Via de buitenlandse handel die Landsberg aantrok, verwierf Brandenburg aanzienlijke inkomsten. In 1261 kochten Otto III en Johan I dan weer de stad Myślibórz over van de Tempeliers. Daarna begonnen de broers de stad te ontwikkelen als machtscentrum van Neumark. 
Om hun nieuwe bezittingen te beschermen lieten Otto III en Johan I heel wat kloosters en nederzettingen bouwen. De broers probeerden ook verdere gebiedsuitbreiding naar de Oostzee te bewerkstelligen, wat echter mislukte.

### Ontwikkeling van het gebied rond Berlijn
In 1229 verloren Otto III en Johan I een veldslag tegen hun vroegere regent, de aartsbisschop van Maagdenburg. Deze veldslag vond plaats bij het meer de Plauser See, vlak bij hun residentiestad Brandenburg an der Havel. De broers ontvluchtten daarop hun residentiestad en trokken naar het fort van Spandau. De volgende jaren maakten de broers Spandau tot hun favoriete residentie, samen met Tangermünde in de Altmark. In 1239 stichtten Otto III en Johan I er het Benedictijnse zusterklooster Sint-Maria.
Otto III en Johan I maakten de steden Cölln en Berlijn strategisch zeer belangrijk. Dit gebeurde waarschijnlijk omdat de broers een tegengewicht wilden vormen tegen de stad Köpenick, een belangrijke handelsstad in handen van het huis Wettin, waartoe de markgraven van Meißen behoorden. Nadat de Ascaniërs in 1245 het huis Wettin versloeg in de Teltow-oorlog, nam de belangrijkheid van Köpenick echter af, waarna Berlijn en Cölln de centrale positie in het ontwikkelende handelsnetwerk van Brandenburg innamen.
Otto III en Johan I schonken Berlijn en Cölln enkele privileges, waarvan het Brandenburgse recht (waaronder afwezigheid van tol, de mogelijkheid tot vrije beoefening van handel en erfelijke eigenaarsrechten) en het stapelrecht de belangrijkste waren. Hierdoor hadden Berlijn en Cölln meer economische voordelen dan de steden Spandau en Köpenick.

### Laatste regeringsjaren en dood
In 1258 eindigde de gezamenlijke regering van Otto III en Johan I over het markgraafschap Brandenburg en verdeelden beide broers na een lange voorbereiding hun gebied. Opdat hun voormalige gemeenschappelijke gebied niet volledig uit elkaar zou vallen, voerden Otto III en Johan I een politiek waar ze het allebei mee eens waren. Johan I kreeg Stendal, Altmark, Havelland en Uckermark, terwijl Otto III Spandau, Salzwedel, Barnim, de Lubuszstreek en Stargard ontving. Ondanks deze verdeling bleven Johan I, Otto III en al hun zonen en kleinzonen de titel markgraaf van Brandenburg behouden. Hoewel het markgraafschap Brandenburg formeel ongedeeld bleef, noemden de zonen van Otto III die zich markgraven van Brandenburg-Salzdwedel om zich te onderscheiden van de zonen van Johan zich markgraaf van Brandenburg-Stendal noemden.
In oktober 1267 stierf Otto III in zijn residentie in Brandenburg an der Havel. Zijn oudere broer Johan I was een jaar eerder overleden. Overeenkomstig zijn laatste wens werd hij begraven in het dominicanenklooster in Strausberg.

## Huwelijk en nakomelingen
In 1244 huwde Otto III met Beatrix van Bohemen, dochter van koning Wenceslaus I van Bohemen. Ze kregen volgende kinderen:
- Johan III (1244 - 1268)
- Otto V (circa 1246 - 1298)
- Albrecht III (circa 1250 - 1300)
- Otto VI (circa 1255 - 1303)
- Cunegonde ( - circa 1292), huwde in 1264 met hertog Béla van Slavonië en in 1273 met hertog Walram IV van Limburg
- Mathilde ( - 1316), huwde in 1266 met hertog Barnim I van Pommeren

## Voorouders
| Voorouders van Otto III van Brandenburg | Voorouders van Otto III van Brandenburg                                   | Voorouders van Otto III van Brandenburg                                   | Voorouders van Otto III van Brandenburg                                   | Voorouders van Otto III van Brandenburg                                   | Voorouders van Otto III van Brandenburg                                   | Voorouders van Otto III van Brandenburg                                   | Voorouders van Otto III van Brandenburg                                   | Voorouders van Otto III van Brandenburg                                   |
| --------------------------------------- | ------------------------------------------------------------------------- | ------------------------------------------------------------------------- | ------------------------------------------------------------------------- | ------------------------------------------------------------------------- | ------------------------------------------------------------------------- | ------------------------------------------------------------------------- | ------------------------------------------------------------------------- | ------------------------------------------------------------------------- |
| Overgrootouders                         | Albrecht de Beer (1098-1170) ∞ Sophia van Winzenburg (~1105-1160)         | Albrecht de Beer (1098-1170) ∞ Sophia van Winzenburg (~1105-1160)         | ? (-) ∞ ? (-)                                                             | ? (-) ∞ ? (-)                                                             | Dedo III van Lausitz (1130-1190) ∞ Mechtilde van Heinsberg (1135-1189)    | Dedo III van Lausitz (1130-1190) ∞ Mechtilde van Heinsberg (1135-1189)    | Mieszko III (1126-1202) ∞ Elisabeth van Hongarije (1128-1154)             | Mieszko III (1126-1202) ∞ Elisabeth van Hongarije (1128-1154)             |
| Grootouders                             | Otto I van Brandenburg (1127-1184) ∞ Adelheid (-)                         | Otto I van Brandenburg (1127-1184) ∞ Adelheid (-)                         | Otto I van Brandenburg (1127-1184) ∞ Adelheid (-)                         | Otto I van Brandenburg (1127-1184) ∞ Adelheid (-)                         | Koenraad II van Lausitz (1159-1210) ∞ Elisabeth van Polen (1152-1209)     | Koenraad II van Lausitz (1159-1210) ∞ Elisabeth van Polen (1152-1209)     | Koenraad II van Lausitz (1159-1210) ∞ Elisabeth van Polen (1152-1209)     | Koenraad II van Lausitz (1159-1210) ∞ Elisabeth van Polen (1152-1209)     |
| Ouders                                  | Albrecht II van Brandenburg (1175-1220) ∞ Mathilde van de Lausitz (-1255) | Albrecht II van Brandenburg (1175-1220) ∞ Mathilde van de Lausitz (-1255) | Albrecht II van Brandenburg (1175-1220) ∞ Mathilde van de Lausitz (-1255) | Albrecht II van Brandenburg (1175-1220) ∞ Mathilde van de Lausitz (-1255) | Albrecht II van Brandenburg (1175-1220) ∞ Mathilde van de Lausitz (-1255) | Albrecht II van Brandenburg (1175-1220) ∞ Mathilde van de Lausitz (-1255) | Albrecht II van Brandenburg (1175-1220) ∞ Mathilde van de Lausitz (-1255) | Albrecht II van Brandenburg (1175-1220) ∞ Mathilde van de Lausitz (-1255) |
| Otto III van Brandenburg (1215-1267)    |                                                                           |                                                                           |                                                                           |                                                                           |                                                                           |                                                                           |                                                                           |                                                                           |